# Menno van der Beek
Menno van der Beek (Rotterdam, 25 maart 1967) is een Nederlands dichter. Hij werkt daarnaast als computerprogrammeur en is redacteur bij het christelijke literaire magazine Liter. In mei 2015 verscheen een analyse van twaalf gedichten uit zijn werk door Literatuurwetenschapper Lambert Wierenga.